# Sadská
Sadská − miasto w Czechach, w kraju środkowoczeskim.
Według danych z 31 grudnia 2003 powierzchnia miasta wynosiła 1 641 ha, a liczba jego mieszkańców 3 095 osób.

## Demografia
| Rok             | 1970  | 1980  | 1991  | 2001  | 2003  |
| --------------- | ----- | ----- | ----- | ----- | ----- |
| Liczba ludności | 2 904 | 3 058 | 3 104 | 3 059 | 3 095 |

Źródło: Czeski Urząd Statystyczny